# Tulsa

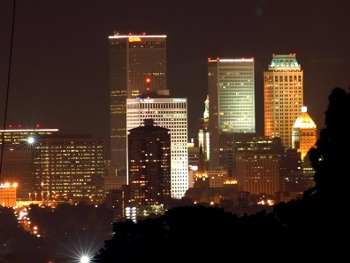
Imatge nocturna de Tulsa

Tulsa és la segona ciutat més gran de l'estat nord-americà d'Oklahoma. El 2014 tenia 403.505 habitants.

## Linxament ètnic de 1921
A finals de maig es produeixen greus enfrontaments de tipus racial que deixaren desenes de morts i la crema sencera del barri de Greenwood, on hi residien majoritàriament afroamericans.

## Ciutats agermanades
Tulsa manté relacions d'amistat amb:
| - Beihai (Xina) - Celle (Alemanya) - Kaohsiung (Taiwan) - San Luis Potosí (Mèxic) | - Tiberíades (Israel) - Utsunomiya (Japó) - Zelenograd (Rússia) - Amiens (França) |

## Persones il·lustres
- J.J. Cale, músic
- Blake Edwards, director de cinema
- Hanson, grup musical
- Sammy Sosa, jugador de beisbol
- John Starks, jugador de bàsquet
- Richard Vaughan, locutor de ràdio i professor d'anglès a Espanya
- Paula Trickey, actriu